# 吉野川橋 (徳島市)
吉野川橋（よしのがわばし）は、徳島県の一級河川吉野川にかかる17径間曲弦下路式ワーレントラス橋。日本百名橋、とくしま市民遺産に選定。

## 概要
日本百名橋、とくしま市民遺産、土木学会選奨土木遺産に選定されている。旧名は古川橋であり、現在の橋が竣工する直前に現在の名称に改称された。後から、片側1車線の対面通行の橋で両側に歩道橋がつけられている。
橋は徳島県道39号徳島鳴門線が通り、北岸の徳島市応神町古川と南岸の徳島市吉野本町を結んでいる。南岸の河川敷は徳島市民吉野川運動広場として整備されている。
約1.4 km下流には上下6車線の吉野川大橋が架かっているが、その橋が開通する以前は吉野川橋が徳島・鳴門間のメインルートであった。12年に1度塗装の塗り替えが行われる。

## 年表
- 1886年（明治19年）沖島村（現・徳島市川内町）の豊川仲太郎が、古川橋を木製の賃取橋として設置。

- 1921年（大正10年）徳島県が古川橋の架け替えを計画。
- 1924年（大正13年）徳島県が豊川仲太郎より古川橋を買収し、県営の賃取橋とする。
- 1925年（大正14年）11月に着工[3]。
- 1928年（昭和3年）12月18日に竣工[3]。開通式典には、徳島県知事をはじめ4万人が参加。
- 1965年（昭和40年）- 橋の両側に歩道橋設置。
- 2012年（平成24年）「吉野川橋北詰アンダーパス」冠水対策のため路面をかさ上げし、高さ制限を4mから3.8mへ[4]。
- 2019年（令和元年）6月20日の徳島新聞朝刊にアンダーパス設置は違法であるという内容が掲載されたが，河川法に基づく占用許可を得ており違法ではない、と川口道路整備課長が申し入れを行った[5]。
- 2021年（令和3年）規制値を超えた車両による高さ制限ゲートへの接触事故に対するドライバーへの注意喚起を目的として「高さ超過車両検出システム」を運用開始[6]。

## 橋の概要
- 橋長 - 1,071 m[7]
- 幅員 - 6.1 m
- 着工 - 1925年（大正14年）[8]
- 竣工 - 1928年（昭和3年）[8]
- 開通 - 1928年（昭和3年）12月18日
- 総工費 - 113万円
- 設計者 - 増田淳
- 交通量
  - 自動車 - 22,000/日
  - 自転車・歩行者 - 2,000/日

## 隣の橋梁
吉野川（徳島市）
（第十堰<<）名田橋 - 四国三郎橋 - 吉野川橋梁 (高徳線) - 吉野川橋 - 吉野川大橋 - 阿波しらさぎ大橋 - 徳島南部自動車道吉野川サンライズ大橋（>>紀伊水道）